# Bijeli grad Tel Aviva
Bijeli grad Tel Aviva (hebrejski: העיר הלבנה‎, Ha-Ir HaLevana) je skup više od 4.000 modernih građevina, izgrađenih u internacionalnom i tzv. Bauhaus stilu; danas najveći muzej moderne arhitekture. Tel Aviv ima najveći broj ovih građevina od bilo kojeg drugog grada na svijetu. Izgradili su ih od 1930-ih do 1950-ih većinom židovski arhitekti koji su prebjegli od nacističkih progona u Europi, ali i njihovi učenici.
Tel Aviv iz 1930-ih, poznat kao "Bijeli grad", je upisan na UNESCO-ov popis mjesta svjetske baštine u Aziji i Oceaniji kao "izvanredan primjer urbanističkog planiranja novog grada i njegove arhitekture u ranom 20. stoljeću".

## Povijesti odlike
Tel Aviv je 1910. godine imao samo 100 stanovnika, no kako je bio urbani uspjeh, broj stanovnika se stalno povećavao. Nakon Prvog svjetskog rata uslijedio je val imigracije, a prije Drugog svjetskog rata mnogi su europski arhitekti židovi (kao što je Arieh Sharon) došli u grad. God. 1925. osnovan je fakultet arhitekture Technion, a u Haifi je osnovano Tehničko sveučilište, na kojima su predavali europski židovi. 1930-ih su diplomanti ovih fakulteta imali priliku graditi mnoge domove i urede u Tel Avivu. Te građevine su građene u duhu europskog funkcionalističkog stila, bez ukrašavanja, od armiranog betona prirodno bijele boje (zbog čega je i prozvan "Bijelim gradom"), tri do pet katova s parkom i s mnogim inovacijama u klimatizaciji (npr. prizemlje na pilonima koji omogućavaju kruženje zraka i hlađenje gornjih katova). Također, grad je imao urbanistički plan, koji je od 1925. – 27. izradio Sir Patrick Geddes, a u kojemu su se moderne građevine povezivale parkovima u kojima su stanovnici uzgajali svoje voće i povezivali se u blisku zajednicu. Umjesto grada-vrta, ideje koja je tada dominirala u urbanizmu, Geddes je zamislio grad utemeljen na fizičkim, ekonomskim i društvenim potrebama njegovih stanovnika.
Tada su nastala tri naselja: Lev Hair, avenija Rothschild i četvrt Bialik, okružene prstenom zelene zone. Središnji Bijeli grad na sjeveru ima jasno odijeljene stambene i poslovne zone. Samo središte je na kružnom toku trga Zina Ditzengoff na kojem se nalaze Kazalište Habima, Muzejski paviljon i Dvorana Fredric R. Mann. Sve građevine imaju tri do četiri kata i ravne krovove s ponekim dekorativnim ukrasima od gipsa i bojama pročelja od krem ili čiste bijele. Naselje sjeverno od bulevara Ben Gurion izgrađeno je nešto kasnije, a zapadni dio tek 1948. godine. Istočni dio je izgrađen od 1940-ih do 1960. i slabije je kvalitete i čistoće stila, izgrađeno u vremenu recesije. Južni dio Bijelog grada se ne smatra čistim u stilu i nije potpuno zaštićen.
Rastom, grad je ubrzo obuhvatio u to vrijeme većinski arapski drevni lučki grad Jaffu (יָפוֹ‎, Yafo), i 1950. godine spojeni su u jednu upravnu jedinicu.
Tel Aviv iz tog vremena je danas najveći muzej arhitekture na otvorenom, svjetski poznat kao "Bijeli grad". Njegove inovativne građevine i odvažan urbanistički plan su snažno utjecali na razvoj urbanizma i arhitekture širom svijeta.
- Trg Ditzengoff, središte Bijelog grada
- Dvorana Fredric R. Mann
- Kafana Gan Rave 1933.
- Hotel Kino izgrađen je kao kino 1930.
- Muzej Bauhausa u ulici Bialik
- Moderna arhitektura.

## Poveznice
- Stambena naselja berlinske moderne
- Vila Tugendhat, Brno
- Bauhaus, Dessau

## Vanjske poveznice
- Bijeli grad Tel Aviv (engl.)
- Bijeli grad  Arhivirana inačica izvorne stranice od 7. srpnja 2011. (Wayback Machine) u Bauhaus Centru u Tel Avivu
- Bijeli grad na stranicama općine Tel Aviv
- Galerija fotografija  Arhivirana inačica izvorne stranice od 26. siječnja 2010. (Wayback Machine)